# 龟湖镇
龟湖镇是中华人民共和国浙江省温州市泰顺县下辖的一个镇。
2016年9月8日，浙江省人民政府批复同意调整仕阳镇管辖范围，增设龟湖镇，镇政府驻龟湖路15号。

## 行政区划
龟湖镇下辖以下村级行政区划单位：
白岩社区、龟湖村、后章岗村、龙垟村、上宅垟村、章荣村、郑家庄村、新湖村和董陈村。